# Нойвід
Нойвід (нім. Neuwied) — місто у Німеччині, центр однойменного району, розміщений на півночі землі Рейнланд-Пфальц.
Входить до складу земельного району Нойвід. Населення становить 64 860 ос. (станом на 31 грудня 2020). Займає площу 86,50 км². Офіційний код — 07 1 38 045.
Місто поділяється на 13 міських районів.

## Знамениті земляки
- Зіґерт Август Фрідріх (1820—1883) — німецький живописець
- Філіпп Віртґен (1806—1870) — німецький ботанік.

## Галерея

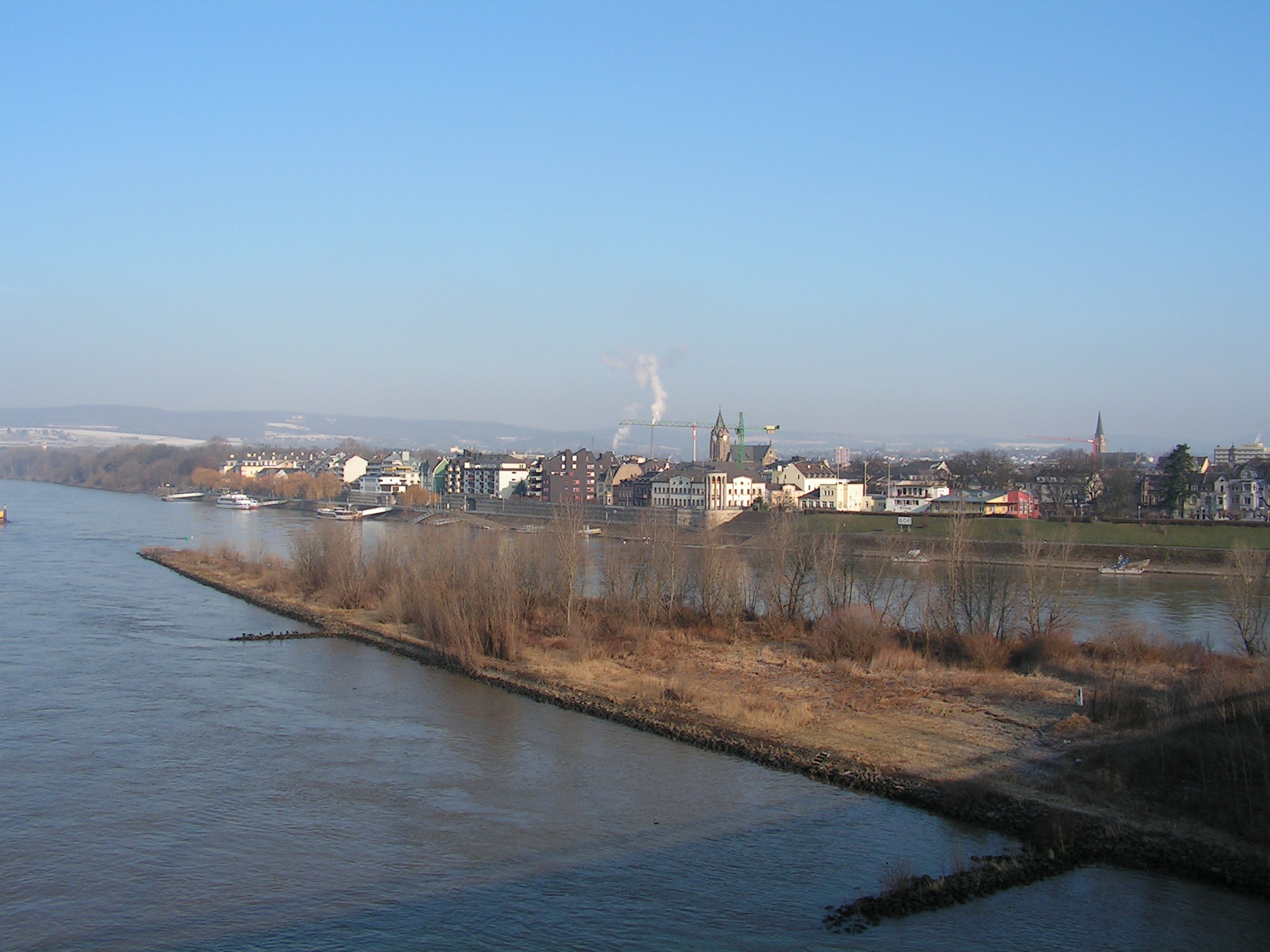
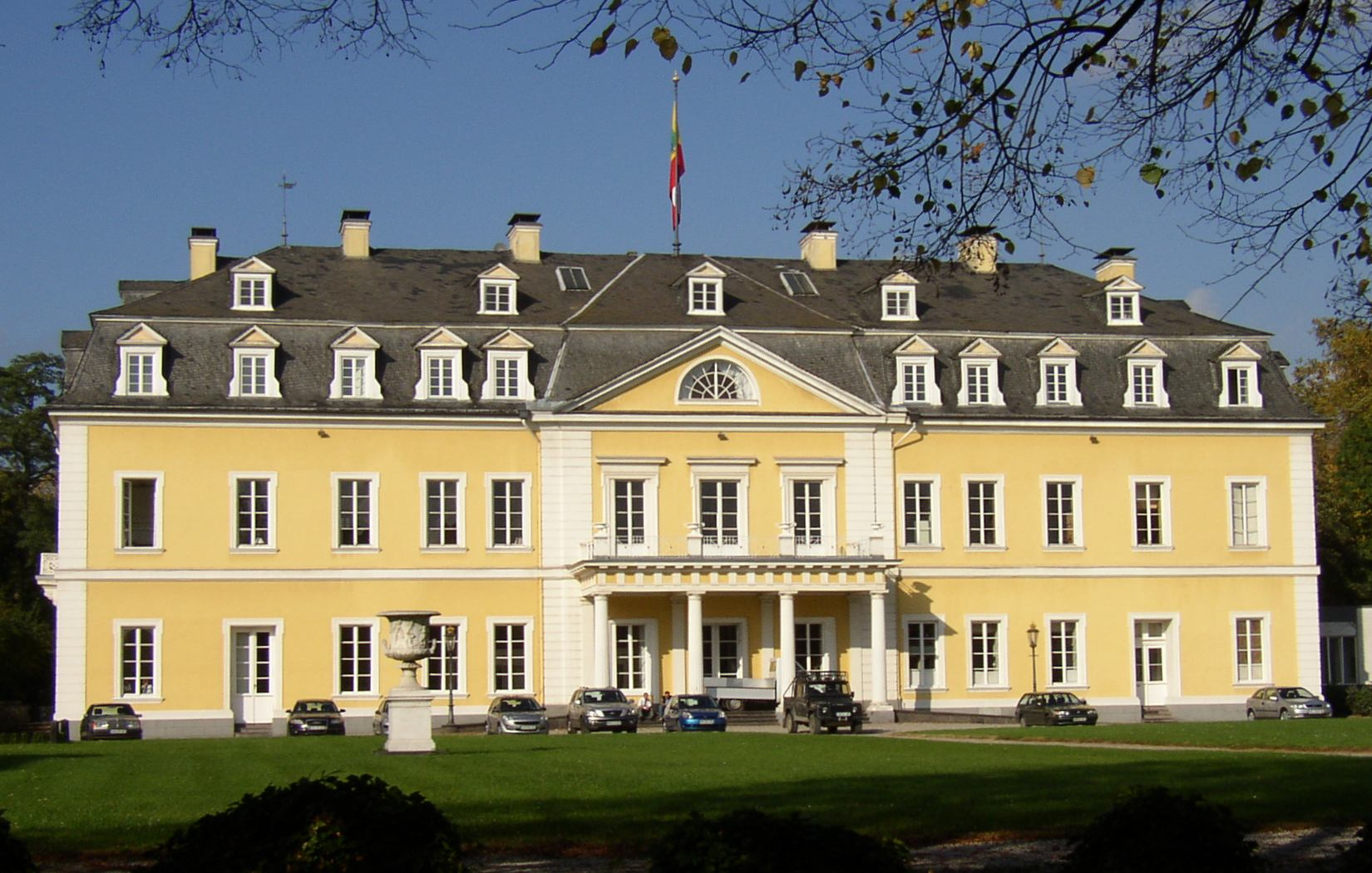
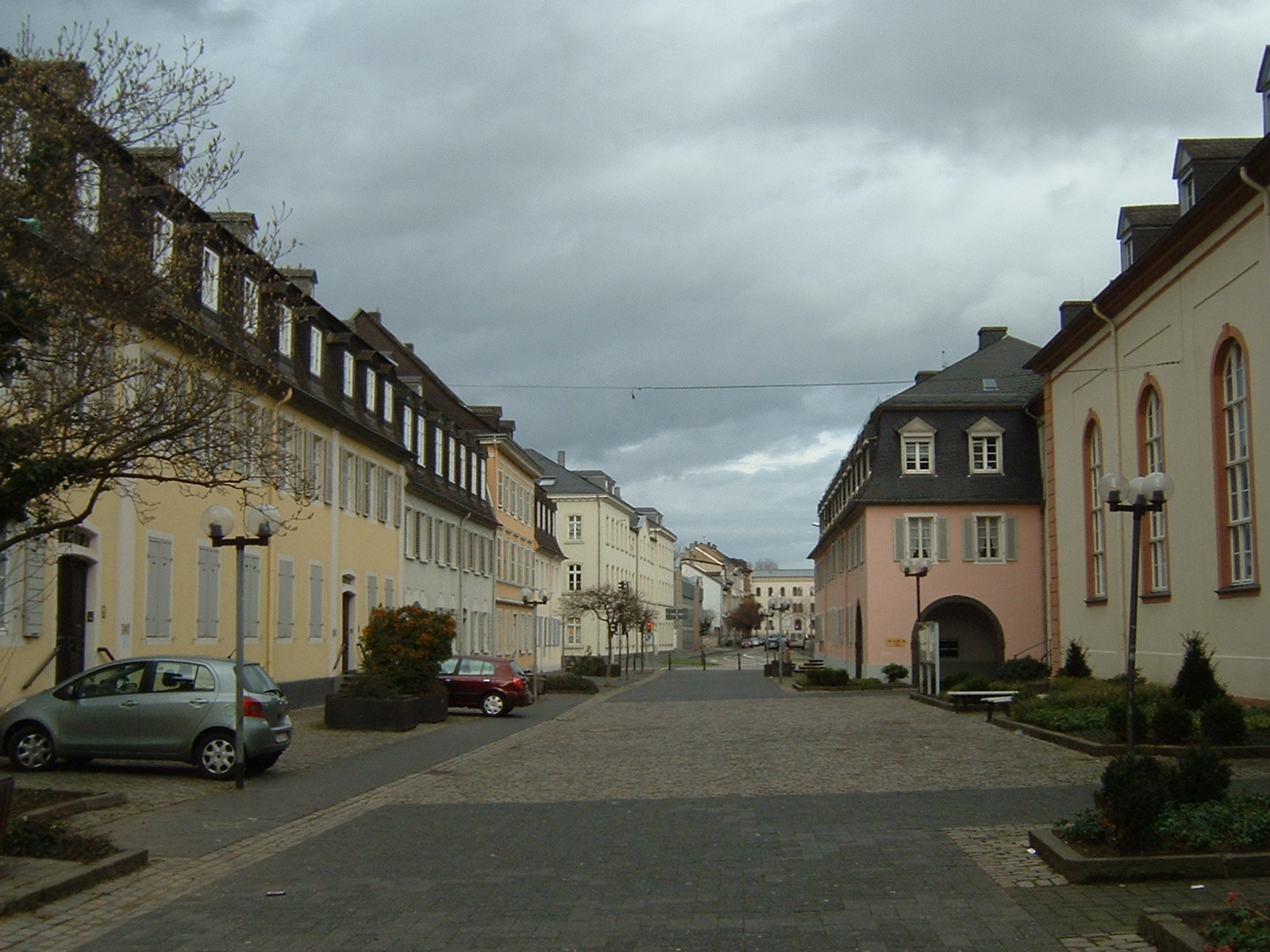
Кірха (Церква)
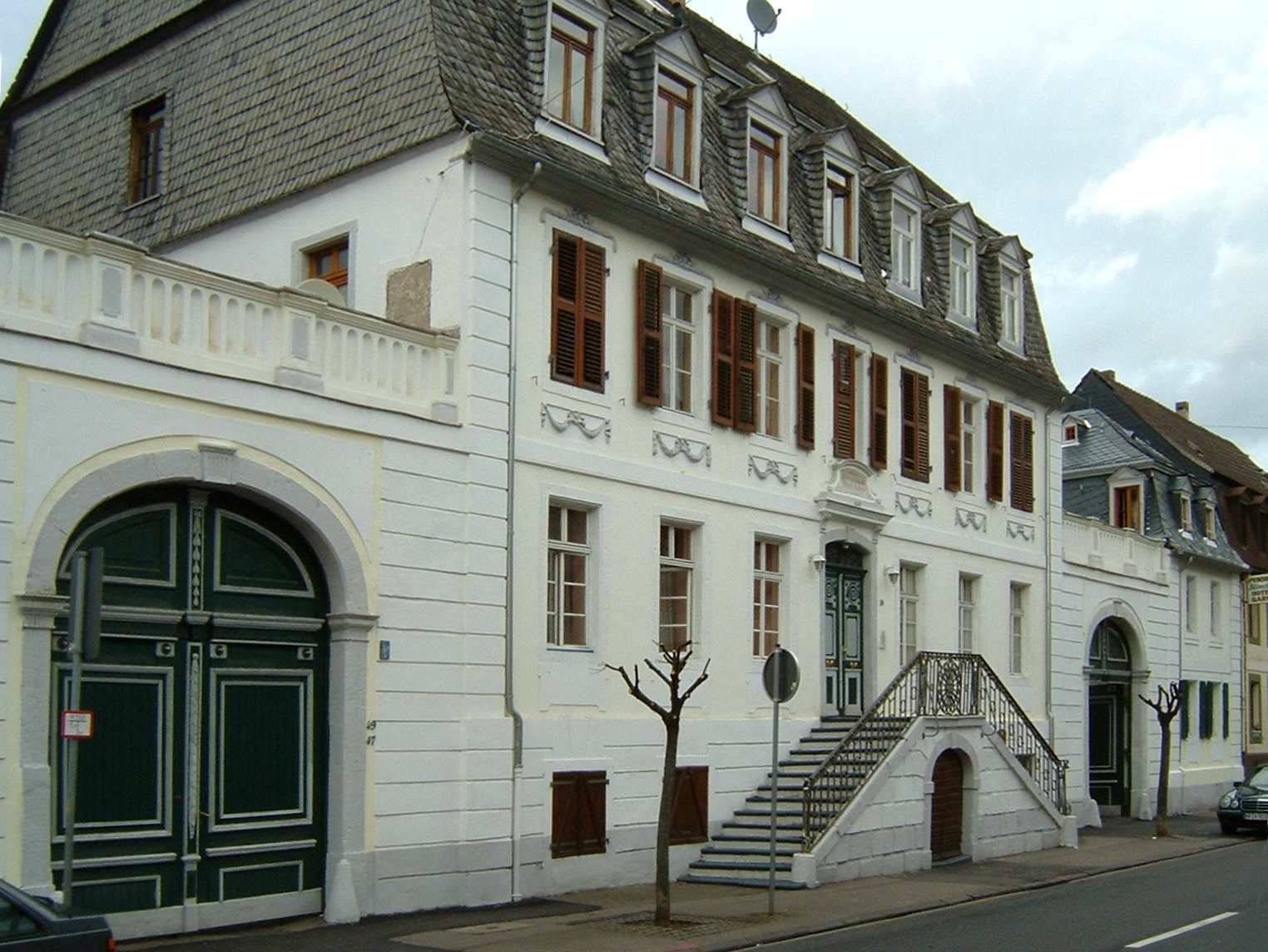
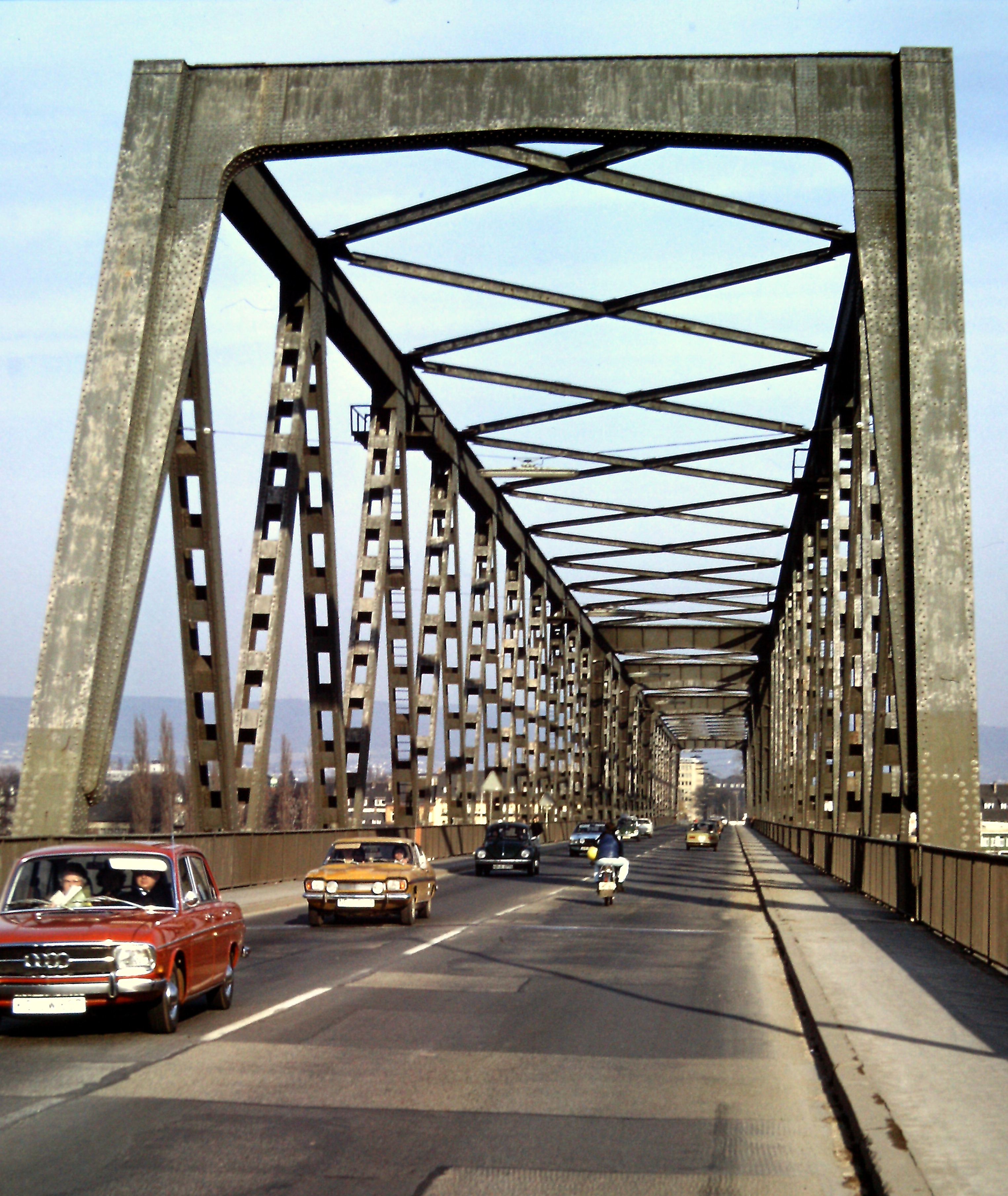
Міст
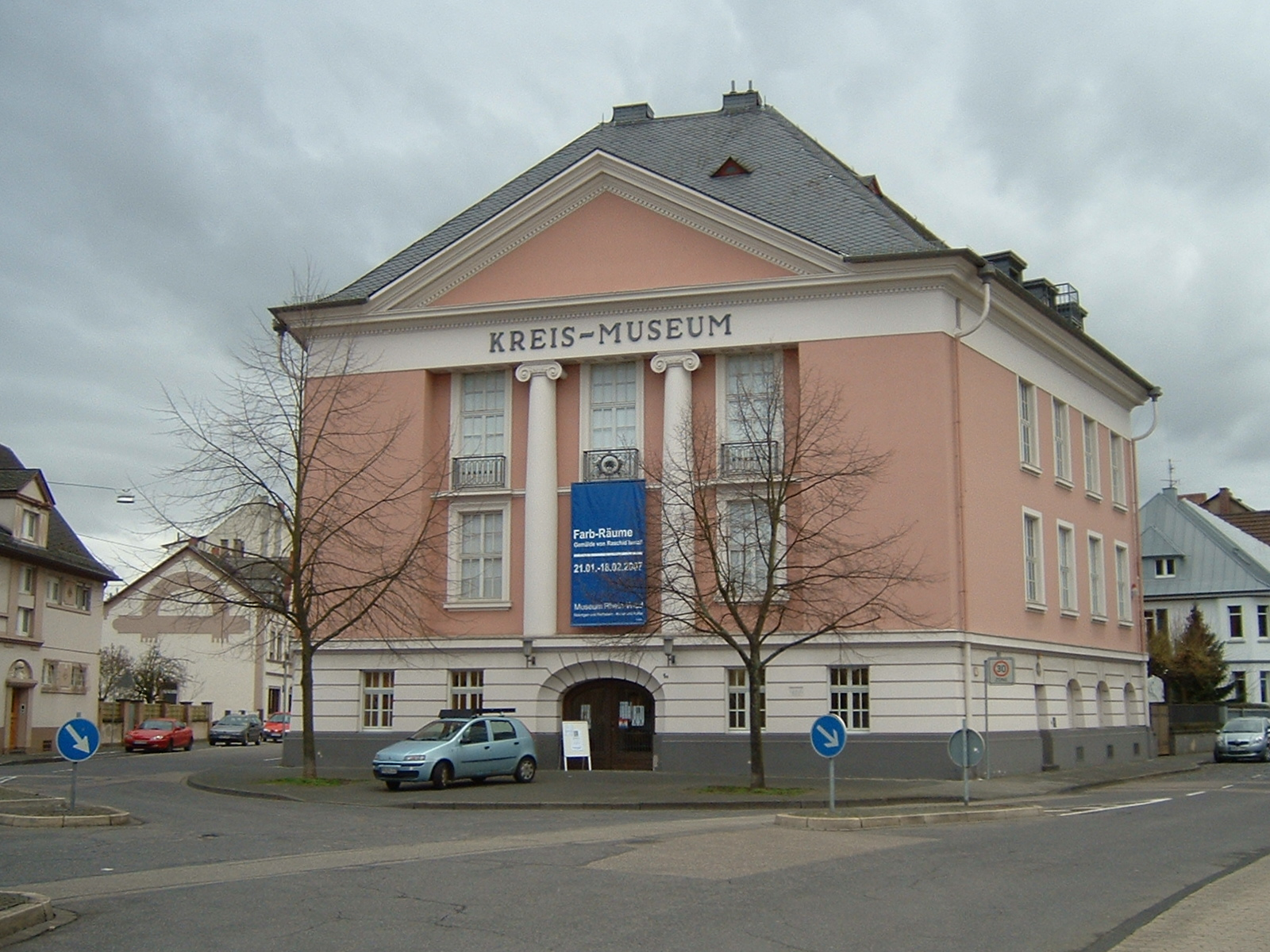
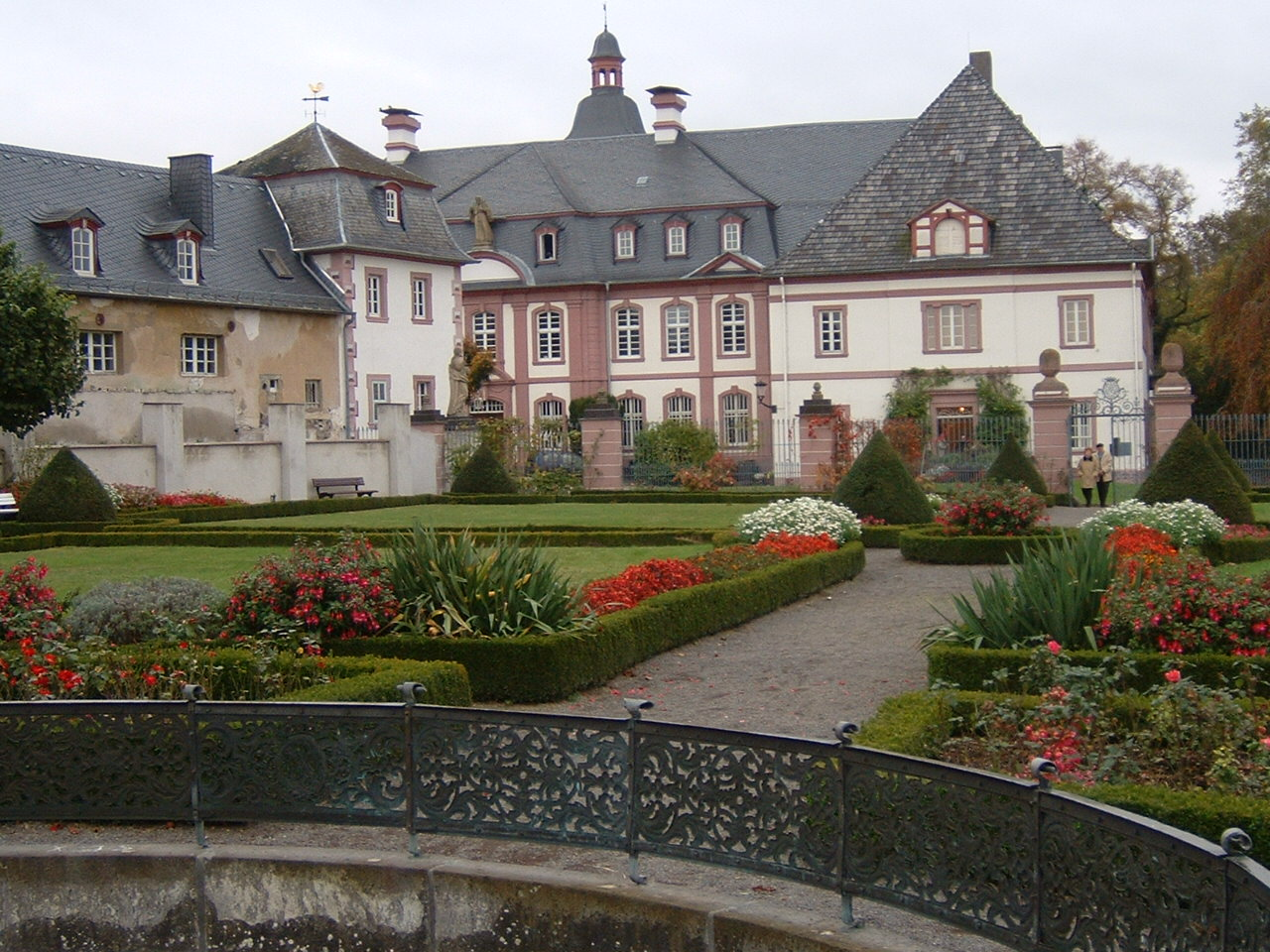
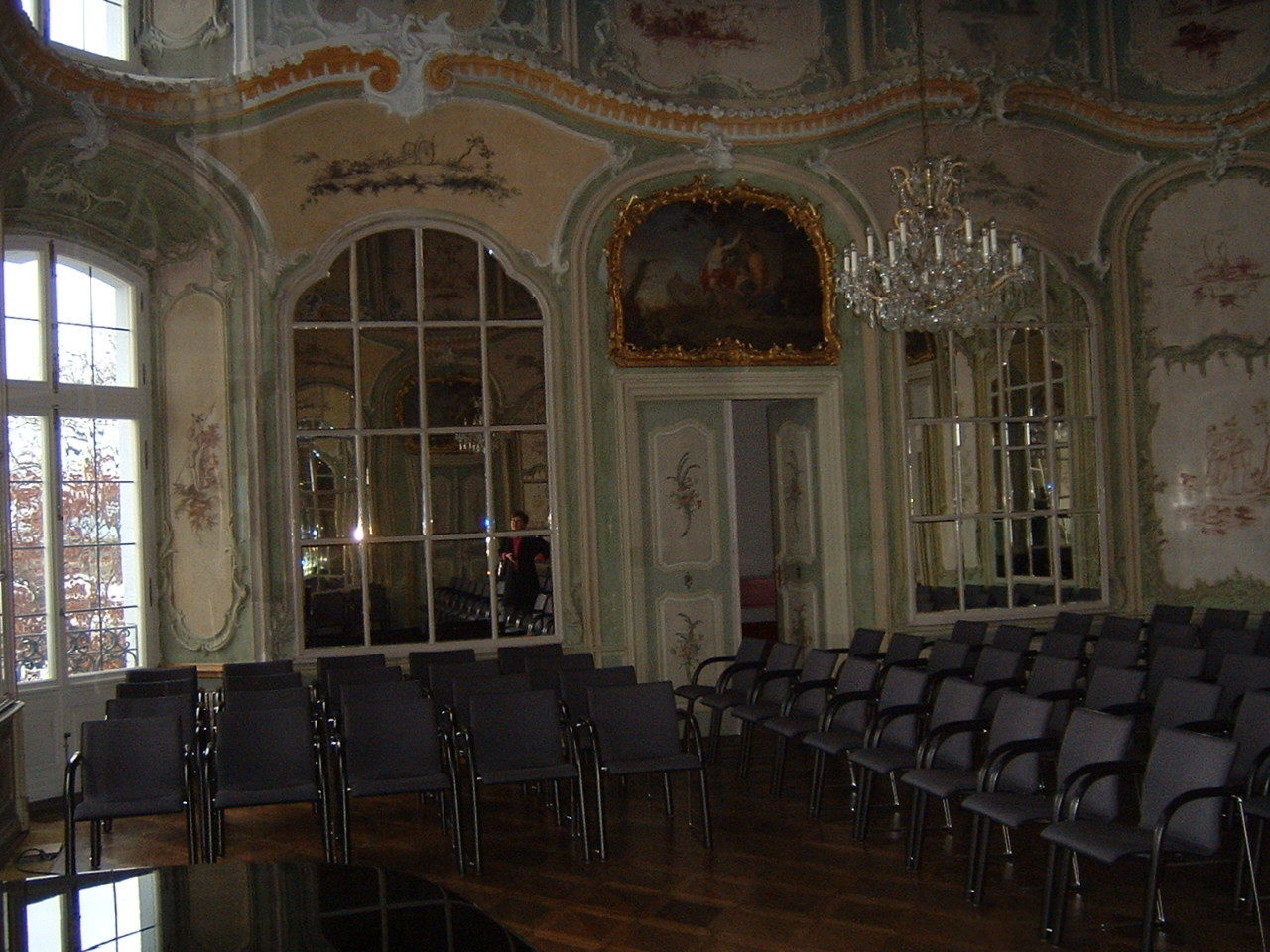
Замок
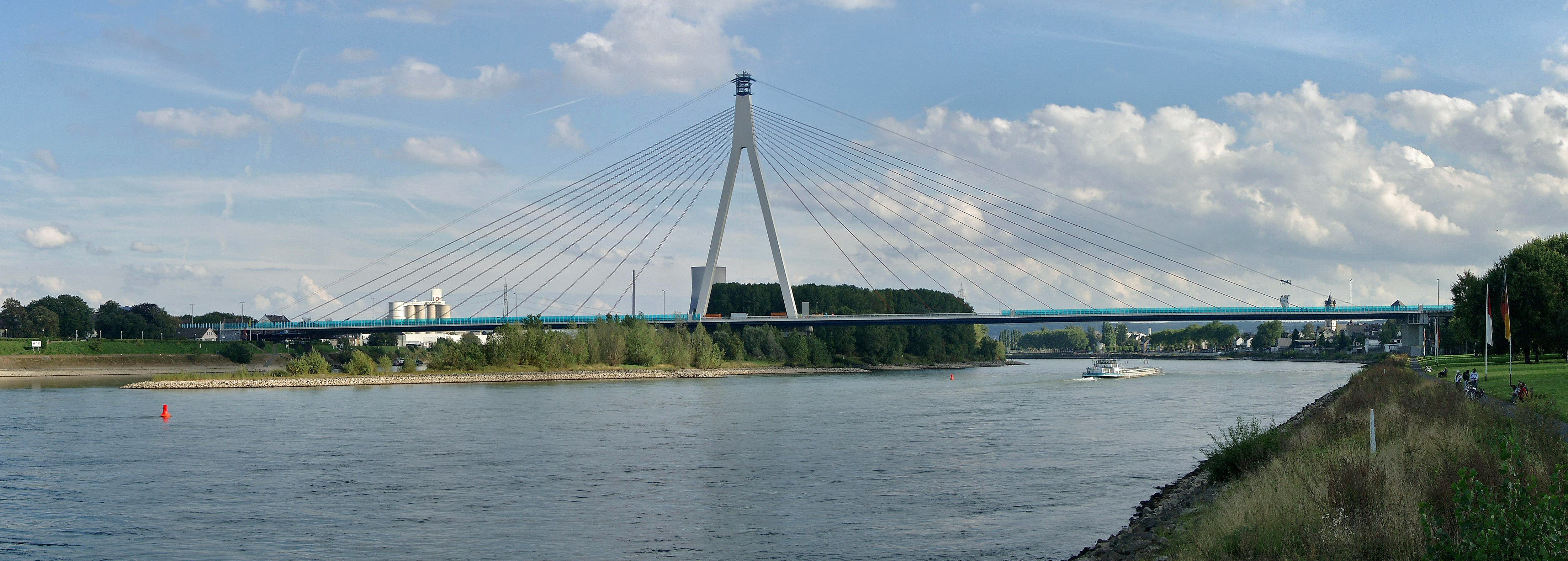
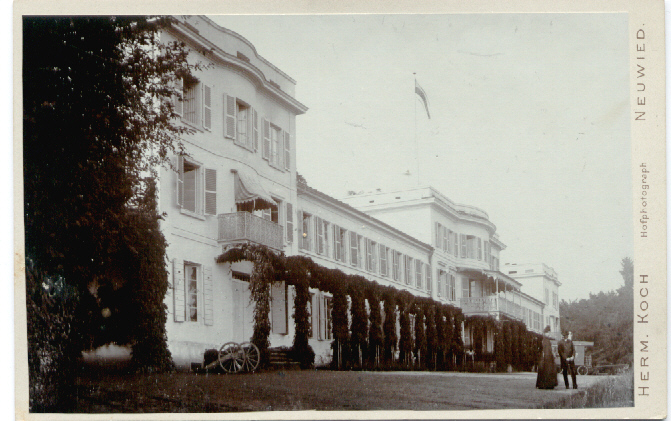
Замок
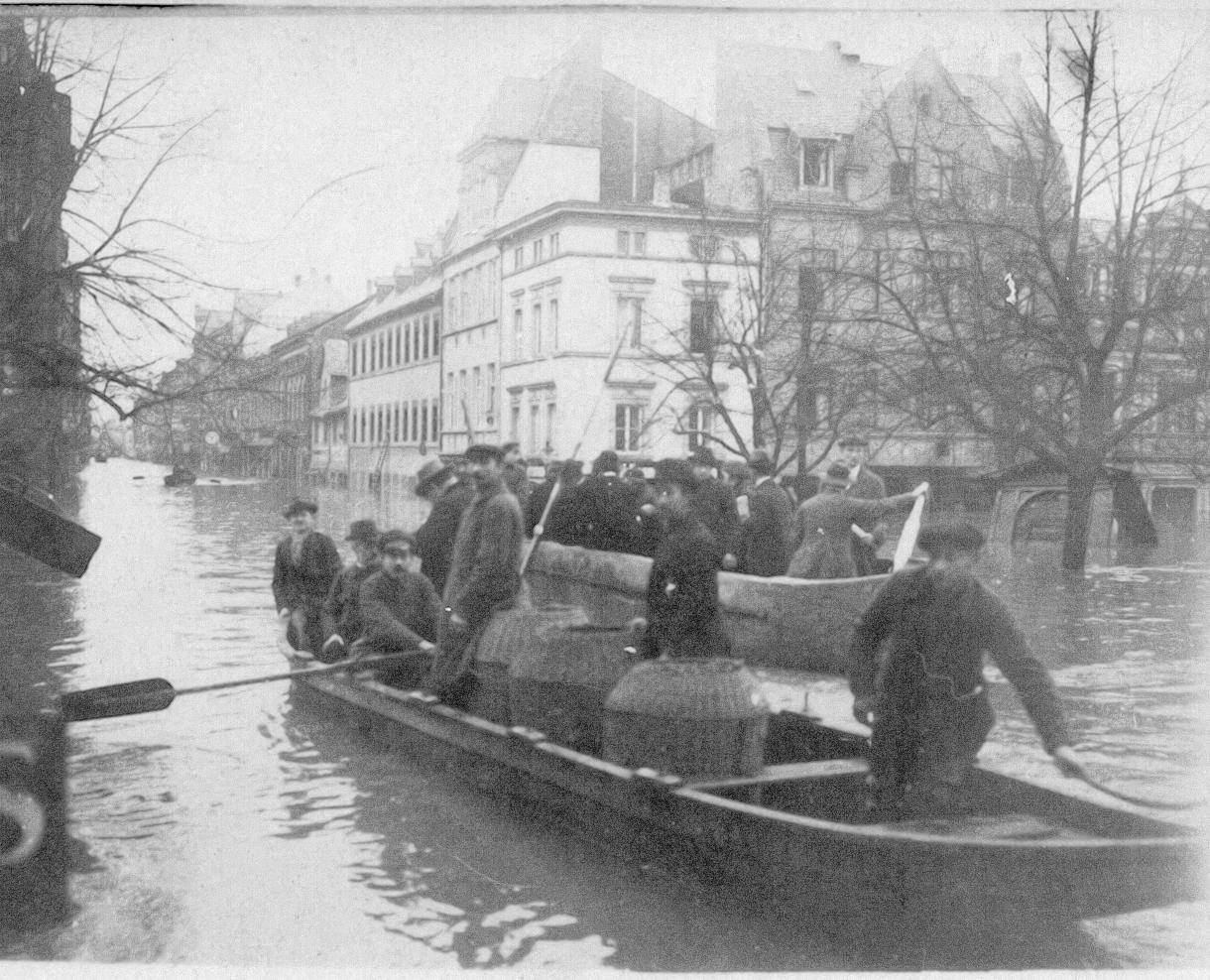
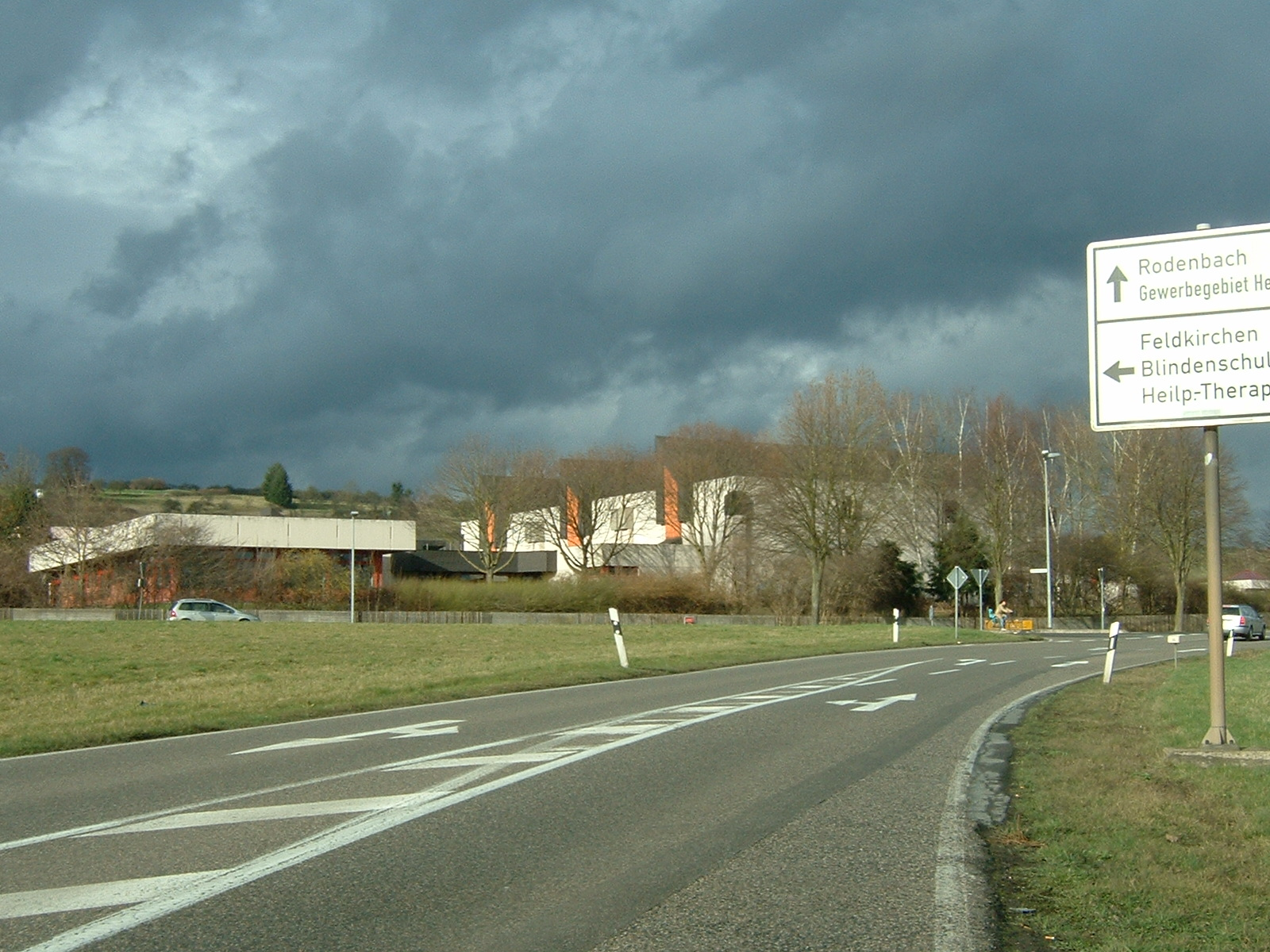
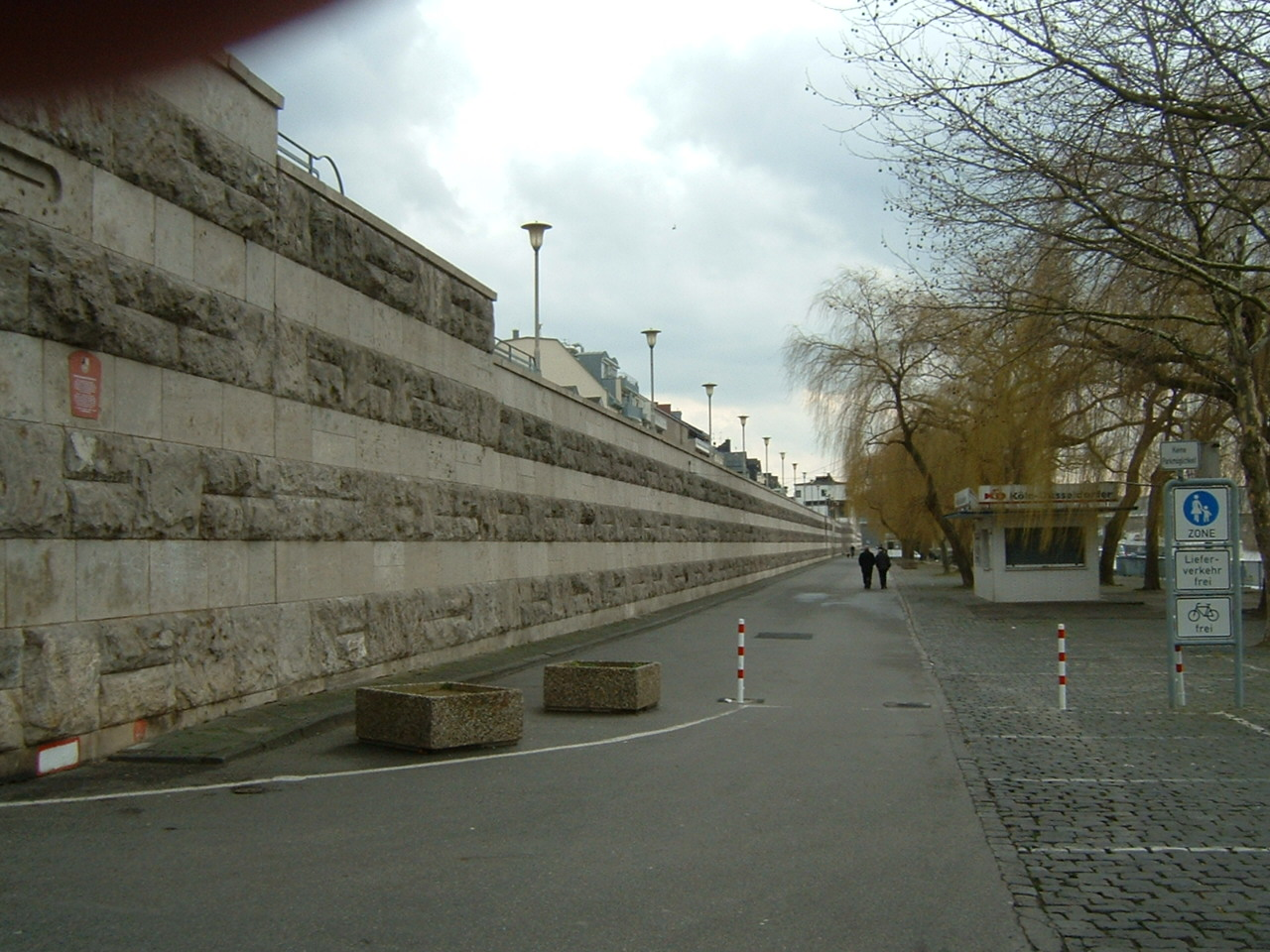
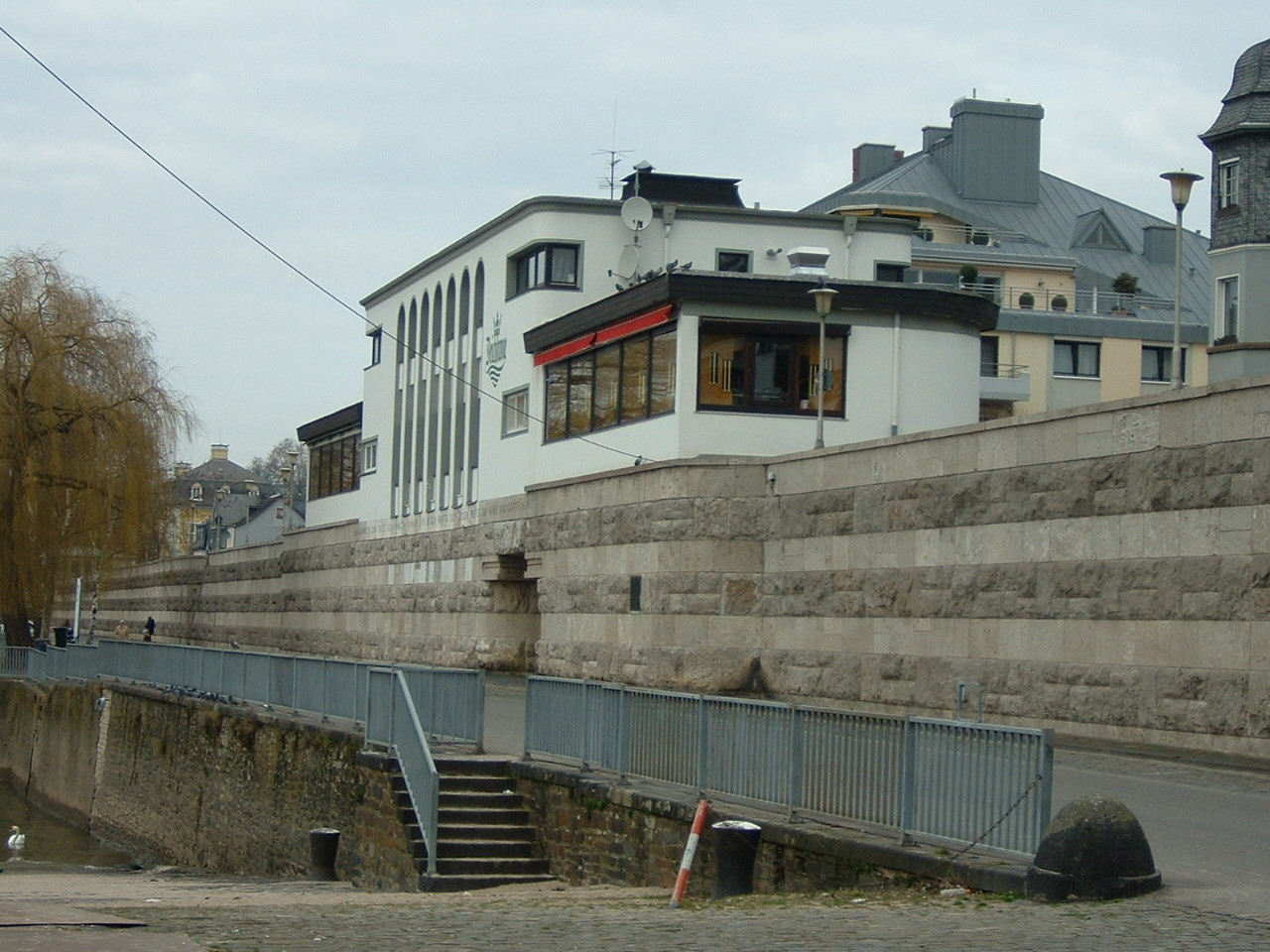
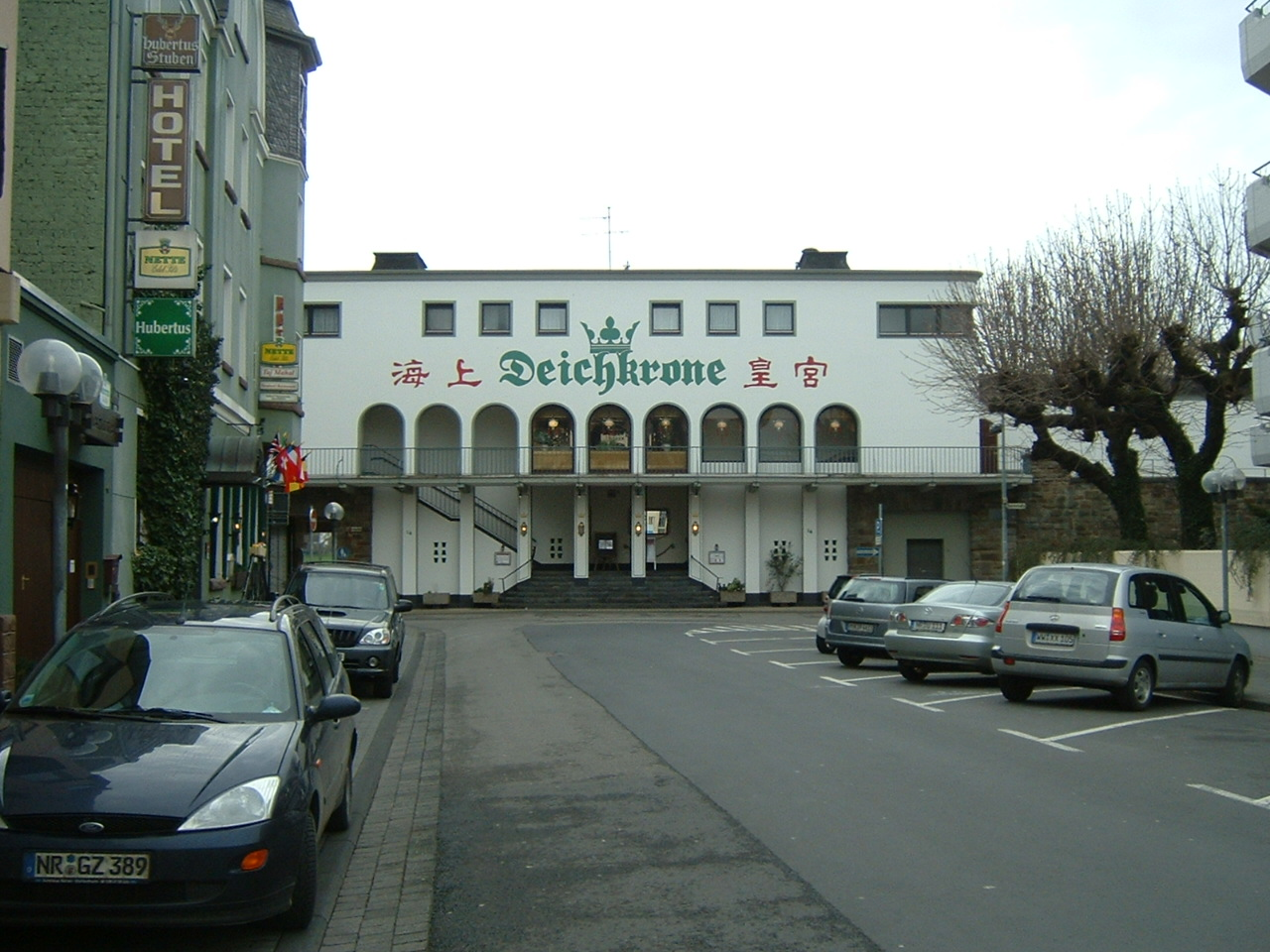